# Elkhorn (Wisconsin)
Pour les articles homonymes, voir Elkhorn (homonymie).
La ville américaine d’Elkhorn est située dans le comté de Walworth, dans l’État du Wisconsin. Sa population s’élevait à 10 084 habitants lors du recensement de 2010, estimée à 9 853 habitants en 2016.

## Personnalités
Harry Melges (1930-2023), navigateur, champion olympique en 1972, est né à Elkhorn.